# تڭليت
 تڭليت هي جماعة قروية في إقليم كلميم بجهة كلميم واد نون جنوب المغرب. مُناخها صحراوي وشبه جاف كما أن أكثر من 80% من مساحة جماعة تڭليت جبلية لا تصلح إلا للرعي. ويُعتبر أصل سكان تڭليت من تغجيجت. وقد كانت تڭليت إحدى محطات توقف ميشيل فيوشانج في رحلته إلى السمارة. وهي تضم 930 نسمة، حسب الإحصاء العام للسكان والسكنى لسنة 2014.

## تاريخ

### توقف ميشيل فيوشانج في تڭليت
في 20 شتنبر 1930، دخل ميشيل فيوشانج إلى تڭليت متخفيا على الساعة التاسعة ليلا، وقد إستطاع الشيباني الذي كان شيخا لتڭليت قبل 15 سنة أن يضمن الحماية لميشيل فيوشانج ورفقائه، ورافق الجميع إلى منزله الذي لا يزال متواجدا في تڭليت. يقول فيوشانج في مذكراته:
«ضللت في هذه الغرفة أعالج جرح قدمي الذي إزداد إتساعا، وضمدته بصباغة اليود الصافية، لازمني حر الآلام لمدة ساعتين، ولكنني أظن أن الجرح سيندمل نهائيا، سأكون آسفا للذهاب إلى السمارة، ماشيا على قدماي، أنتظر بكثير من الشوق عودة الشيخ كي أتأكد أننا سوف نذهب راكبين على الجمال… هذه الليلة مؤرقة، كنت ساهرا طوال الليل قبل أن أنام، كنت كثير التفكير في السمارة، وشيئا فشيئا يزداد يقيني في الوصول إلى غايتي المنشودة، أشعر أنني مستعد لبدل ما في وسعي، أن أظل ماشيا لمدة 7 أو 10 أيام دون توقف لو تطلب مني الأمر ذلك».
وقد كان شخص من سكان تڭليت قد تفطن إلى وجود غريب بالقرية، من خلال رؤيته عبر ثقب صغير كان موجودا بالغرفة، فقام بإخبار أهل تڭليت، مما جعل المهبول والشيباني يفكران في خطة جديدة ألا وهي نقل ميشيل فيوشانج إلى مكان آخر آمن، وكان ذلك في منتصف الليل مخافة أن يراه أحد، وأخيرا إستقر بغرفة ضيقة بمنزل كبير، والذي وصفه ميشيل فيوشانج بدقة متناهية في أحد مذكراته وقضى فيه حوالي 13 يوم قبل أن تڭليت متجها نحو السمارة.
إضطر ميشيل فيوشانج إلى البقاء في تڭليت لمدة 13 يوما في إنتظار عودة العربي أخ المهبول، حيث أرسله ميشيل إلى أكادير للإلتقاء بأخيه جون وإحضار مبلغ من المال سيتم تسليمه إلى الشيخ علي أومولود، لكي يتصرف في تنظيم برنامج المرحلة الثانية من السفر، ثم إنتظار إيجاد أشخاص مناسبين الذين سيختارهم علي أومولود شيخ تڭليت لمرافقة ميشيل فيوشانج في إتمام سفره إلى السمارة. في هذه الأثناء كان ميشيل حبيس غرفة مظلمة ضيقة، وكان سقف الغرفة منحدر جدا بحيث لا يسمح حتى بالوقوف، مما أجبر ميشيل فيوشانج على التمدد طوال الوقت، و لا يخرج منها إلا للضرورة مخافة أن يراه أحدهم، وإكتفى بكتابة مذكراته في إنتظار تنظيم المرحلة الثانية من السفر. وبعد رجوع بوجمعة حاملا معه المال وإيجاد أشخاص مناسبين لمرافقة ميشيل في هذه الرحلة، أول شيء سيقومون به هو شراء جملين لتسهيل الرحلة وربح مزيد من الوقت، واستبدال زي ميشيل المتمثل بزي امرأة بلباس أهل الصحراء. وفي 4 أكتوبر 1930، غادر فيوشانج تڭليت متجها صوب الجنوب، وأصبحت القافلة الجديدة تتكون من فيوشانج وأحمد المهبول والشيخين المرافقين.
بعد إجتيازهم لجبل واركزيز، أصابت شوكة حادة  قدم إحدى مرافقي ميشيل فيوشانج، ليمتنع بعد ذلك عن إستئناف السير والإستمرار في هذا السفر، مما أدى إلى نشوب جدال بينهما أفضى في النهاية إلى الرجوع إلى تڭليت، ورجع ميشيل فيوشانج مكرها مصابا بخيبة أمل كبيرة، وقد كتب ميشيل في مذكرته واصفا شعوره في تلك اللحظة: «كل هذه المجهودات تضيع هدرا، مشاريعنا سوف تتوقف، العودة إلى تڭليت برهان فشل ذريع، مستحيل أن يحدث هذا، لا مناص أن يمضي قدما من أجل تحقيق السفر الحلم، لكم هو مؤسف وحزين أن لا نتمكن من لمس الحقائق، وجني الثمار التي إشتهيناها، كأطفال صغارا حلمنا بها واثقين ونحن رجال، لتظل في أذهاننا، كحدائق خرافية تزهر في السراب، مستحيل أن يحدث هذا». ليجد ميشيل فيوشانج نفسه محاصرا من جديد داخل نفس الغرفة بمنزل أفقير لحسن، ليبعث رسالة أخرى إلى أخيه جون من أجل طلب المزيد من المال، وبعد مضي 13 يوم أخرى، تمكنوا من وضع خطة جديدة للسفر. وفي ليلة 25 أكتوبر 1930، غادر ميشيل فيوشانج ومجموعته تڭليت متجهين نحو مدينة كلميم، سالكين الإتجاه المعاكس، ليدبروا بعد ذلك إلى الجنوب، كانت هذه خطة شيخ تڭليت من أجل تضليل عيون القائد المدني. وكلما توغلوا جنوبا إزدادت المخاطر على حياتهم، لأن القبائل الصحراوية آنذاك لا تعرف أراضيها الهدنة، وكذا خوفهم من قطاع الطرق، بالإضافة إلى الإحساس بالتعب والجوع والعطش، ولا يتوقفون إلا بعض ساعات تكاد تكفيهم للإستراحة.

## دواوير الجماعة
- دوار المركد
- دوار أدرك
- دوار العين القديمة